# Musée Jean Moulin
Musée Jean Moulin (česky Muzeum Jeana Moulina) je muzeum v Paříži, které je věnováno francouzskému odboji za druhé světové války. Nachází se v Jardin Atlantique nad nádražím Montparnasse v 15. obvodu. Muzeum nese jméno Jeana Moulina (1899-1943), který v zastoupení Charlese de Gaulle vedl místní odboj a před koncem války zemřel po těžkém mučení.
Muzeum bylo otevřeno v roce 1994 u příležitosti 50. výročí osvobození Paříže a spolu s ním byl otevřen i sousední Mémorial Leclerc.
Muzeum vděčí za svou existenci jednak Hauteclocquově nadaci v Saint-Germain-en-Laye a dále dědictví Antoinette Sasse, Moulinově přítelkyni, která rozhodla, aby bylo založeno muzeum Jeana Moulina.
Muzeum dokumentuje historii druhé světové války a roli Forces françaises libres ve Francii na straně spojenců (zejména v severní Africe) a boje proti zemím osy.
Mezi exponáty jsou podzemní noviny, propagandistické plakáty vichistického režimu, uniformy maršála z Afriky a Indočíny, medaile, velkoformátové fotografie a videa s rozhovory pamětníků.
Rozsáhlý archiv obsahuje asi 16 000 dokumentů a 15 000 fotografií týkající se bojů francouzské armády po porážce Francie od června 1940 do srpna 1944.